# Darcya mutisii
Darcya mutisii là một loài thực vật có hoa trong họ Mã đề. Loài này được (Fern.Alonso) B.L.Turner mô tả khoa học đầu tiên năm 1993.